# Frédéric Chopins begravelse
Frédéric Chopins begravelse skulle afholdes i Madeleinekirken i Paris, men på grund af de omfattende forberedelser blev den udskudt med næsten to uger, så den først fandt sted den 30. oktober. På grund af forsinkelsen havde folk fra London, Berlin og Wien, som ellers ville være gået glip af begravelsen, mulighed for at rejse til Paris og overvære den. Mange repræsentanter for Frankrigs litterære og kunstneriske verden var inviteret, men sært nok blev mange af Chopins musikalske kolleger overset.
Det blev hurtigt besluttet, at Mozarts Requiem skulle synges til begravelsen. Det var angiveligt Chopins eget ønske, men hans ven Gutmann har benægtet, at det var tilfældet. Ifølge Gutmann var det journalisterne på de franske blade, der havde fundet på idéen om, at Chopin selv havde bedt om at få sunget rekviet til sin begravelse. I tiden mellem Chopins død og begravelse skrev de parisiske blade meget om Chopin, hvoraf en hel del var opdigtet, og mange grundløse rygter fandt siden vej til historiebøgerne. Mozarts Requiem indeholder mange vokaldele for kvindelige sangere, men Madeleinekirken havde aldrig før tilladt kvindelige sangere i dens kor. Sangerne fik dog tilladelse til at synge alligevel på den betingelse, at de stod bag et sort fløjlstæppe. Solisterne talte bassangeren Luigi Lablache (som havde sunget det samme stykke til Haydns og Beethovens begravelser og også sunget ved Bellinis begravelse) og Chopins og George Sands veninde Pauline Viardot. Sopranen var Jeanne-Anais Castellan, og tenoren var Alexis Dupont. I kirken blev Chopins præludium nr. 4 i e-mol og nr. 6 i h-mol også spillet. Franz Liszt var organist.
Begravelsen blev overværet af næsten 3000 mennesker, men George Sand var ikke en af dem.
Begravelsesoptoget gik den lange vej fra kirken i centrum af Paris til Père-Lachaise-kirkegården i den østlige ende af byen, hvor Chopin havde ønsket at blive stedt til hvile. I spidsen for optoget gik repræsentanten for de mange polske immigranter i Paris, den aldrende fyrst Adam Jerzy Czartoryski. Bag kisten, som blev båret af skiftehold bestående af forskellige kunstnere (heriblandt Eugène Delacroix, cellisten Auguste Franchomme og pianisten Camille Pleyel), gik Chopins storesøster Ludwika.
Begravelsesmarchen fra Chopins Klaversonate nr. 2 i b-mol, opus 35, blev spillet ved gravstedet (i Napoléon Henri Rebers instrumentering. Giacomo Meyerbeer, der overværede begravelsen, udtrykte senere skuffelse over, at han ikke havde fået æren af at arrangere stykket).
Chopins gravsten er designet og udført af Auguste Clésinger. Den forestiller musikkens muse Euterpe, der græder over en knækket lyre. Udgifterne til begravelsen og monumentet, der beløb sig til 5000 franc, blev betalt af Jane Stirling, der også betalte for Ludwikas hjemrejse til Warszawa. Efter begravelsen gik Jane Stirling længe klædt i sort (ifølge nogle kilder resten af sit liv).
Chopins grav tiltrækker adskillige besøgende og er altid prydet med blomster, endda ved vintertid.